# 愛知県立豊明高等学校
愛知県立豊明高等学校（あいちけんりつとよあけこうとうがっこう）は、愛知県豊明市にある県立の高等学校。

## 概要
地元では「豊高（とよこう）」と略される。尾張1群Aグループに属する。豊明市全体で見ると東側に位置している。学校の南側には豊明市立沓掛小学校、西側には沓掛城址公園がある。

## 沿革
- 1976年（昭和51年） - 開校。
- 1991年（平成3年） - 学校安全教育の成果に対し愛知県教育委員会より表彰。
- 1994年（平成6年） - 全国高等学校国語教育研究大会会場校。学校安全教育の成果に対し県教育委員会より表彰。
- 2003年（平成15年） - 文部科学省から「学力向上フロンティア・ハイスクール事業」の研究校として、3年間指定される。
- 2003年（平成15年） - 県教育委員会から「県立学校研究委嘱校」に2年間指定される。
- 2010年（平成22年） - 子どもの読書活動優秀実践校として文部科学省より表彰。
- 2011年（平成23年） - 武道場耐震改修工事完成。
- 2021年（令和3年） - 本年度入学生より制服を変更。

## 教育目標
明るく活気のある校風を樹立し、規律ある行動ができ、自ら学ぶ若人の育成をめざす。

## 校章
豊明市の市の木である欅と、市の花である向日葵を組み合わせ“明るく活気ある校風”を表現している。

## 部活動

### 運動部
- バレーボール
- バスケットボール
- バドミントン
- 体操競技
- 卓球
- 陸上競技
- 硬式野球
- サッカー
- テニス
- ハンドボール
- ラグビー
- 剣道
- 弓道
- 水泳
- チアリーディング

### 文化部
- イラストレーション - 第19回まんが甲子園（全国高等学校漫画選手権大会）で最優秀賞を受賞。
- 吹奏楽
- 美術写真
- 茶華道
- 天文科学

## 進路指導

### 3年生
全統マーク模試、全統記述模試

### 2年生
進路適性検査、進研総合学力テスト（7月と11月）、進路講演会、進研総合学力記述模試、センター試験早期対策模試

### 1年生
進路講演会、進研総合学力テスト（11月と1月）

## 交通アクセス
鉄道駅やバス停から離れているため、前後駅や豊明駅や徳重駅、更には豊明市内・名古屋市緑区・東郷町・刈谷市・大府市・日進市などから自転車で通学する生徒がほとんどである。
- 名鉄名古屋本線 前後駅下車、
  - 名鉄バス（藤田医科大学病院・勅使台・地下鉄徳重・赤池駅（地下鉄徳重経由）ゆき）乗り換え、「二村台七丁目」停留所下車、徒歩で約15分（毎時4本程度）。
  - 名鉄バス（赤池駅（祐福寺経由）ゆき）乗り換え、「下高根」停留所下車、徒歩で約13分（1日6本程度）。

- 名古屋市営地下鉄桜通線 徳重駅下車、
  - 名鉄バス（前後駅ゆき）乗り換え、「二村台七丁目」停留所下車、徒歩で約15分（毎時1本程度）。

## 著名な卒業生
- 平野裕加里 - フリーアナウンサー
- 山口裕司 - 奈良市議会議員
- 塚原賢治 - 横浜ベイスターズトレーニングコーチ
- おかざきみつき - 漫画家・イラストレーター（スクウェア・エニックス所属）[1]
- 桂三実 - 落語家
- 西川大輔 - ラグビー選手
- 河村悠 - 陸上競技選手
- 鈴木祐司 - 映画監督　テレビディレクター